# Conus biraghii
Conus biraghii é uma espécie de gastrópode do gênero Conus, pertencente à família Conidae.